# Louis de Nogaret de La Valette
Pour les articles homonymes, voir Nogaret (homonymie).
Louis de Nogaret de la Valette est un aristocrate et un prélat français du XVIIe siècle, mort le 10 septembre 1679.

## Biographie
Fils naturel du duc d'Épernon Jean Louis de Nogaret de La Valette (1554-1642) et donc demi-frère de Bernard de Nogaret de La Valette, il exerce plusieurs charges ecclésiastiques. Nommé évêque de Mirepoix en 1630, il est député à l'assemblée générale du clergé en 1650. Il devient évêque de Carcassonne en 1655, il le resta jusqu'à sa mort.